# ベルリン式

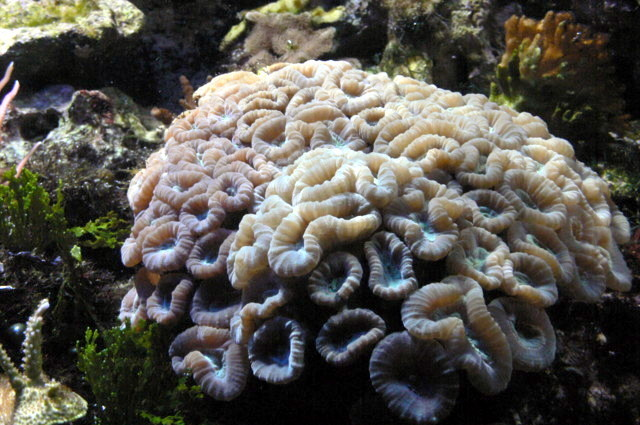

ベルリン式（ベルリンしき Berlin method）とは、海棲生物飼育の水槽のための濾過方式のひとつ。
ドイツで Peter Wilkens が提唱し、ベルリンで発展した。

## 概要
海中より採取された多孔質で多様な生物が付着するライブロックを水槽内に多数導入し、無脊椎動物、藻類、濾過バクテリアの働きで有機物の濾過・分解、アンモニアおよび亜硝酸の硝化（硝酸への酸化）を行い、ライブロックの嫌気性域で脱窒 denitrification （硝酸の還元）を行う。また処理能力の高いプロテインスキマーを使用して有機物を分解前に除去し二酸化炭素と酸素の交換（エアレーション）を促す。活性炭など化学濾材を併用することもある。強い照明により、藻類や共生藻 zooxanthellae symbionts を持つ無脊椎動物（サンゴ、イソギンチャクなど）の光合成を成立させ、ポンプでライブロックの周りに濾過・無脊椎動物の成育に必要な水流を得る。水酸化カルシウム飽和溶液（Lime water, Kalkwasser）で蒸発水分を補う等の添加によって、サンゴ、石灰藻などが固定し水中から除去するカルシウム等を補給する。閉じた濾過システムとしては、はじめてミドリイシサンゴ Acropora spp. など小ポリプ造礁サンゴ（SPS）の飼育を可能とした  。
リー・チン・エンのシステムなど、前身となるシステムは80年代以前から知られていた。流通が発達しライブロックの入手や導入が容易となり、飼育法として現実的となり発展・普及した。高照度を実現する照明装置、エアレーションによらず強い水流を作ることのできる水中ポンプ類の進歩も大きく貢献している。それまでの、フィルターの好気性バクテリアによる濾過を中心にした方式では除去が難しい硝酸塩を、除去し蓄積をおさえて換水を減らすことができる。ただし同程度の水量において、フィルター濾過の脱窒と換水で維持できる魚飼育中心の水槽の硝酸塩を処理するほどの能力はない。換水にたよらず栄養塩（硝酸塩、リン酸塩など）濃度を低く維持するには、水量の多い水槽（では特にビギナーには 40 ガロン 150 リットル以上の水槽を勧めている）で、光合成を行う生物、無脊椎動物を中心にし十分な光量をあたえ、代謝量の多い魚は極力少なくし給餌量もおさえる。一方で、サンゴ類や石灰藻に消費されるカルシウムほかミネラルや金属は、添加によって補うことができ、必ずしも換水を必要としないため、無脊椎動物中心のサンゴ水槽に適している。現在、日本の一般家庭で行われている趣味でのサンゴ飼育は、ほとんどがベルリン式あるいはそのハイブリッドの発展形だと考えることができる。いわゆる現代的なナチュラル・システムの主要構成要素の一つである。
底床の中の嫌気性層やバイオフィルムで脱窒を行うモナコ式（Jaubert's Monaco System）濾過システムとは、ライブロックを濾過機構の中心に置く、という点が異なる。ナチュラル・アクアリウム・システムでは、主水槽やリフジウムにモナコ式底床を導入、あるいは底砂を深く敷く簡易型により併用する 。
スミソニアン式、Miracle Mud Method など海藻を成長させ刈り取る方式とも併用できる。処理能力の高いプロテイン・スキマーの設置が前提となるため、ウォッカ法、ZEOvit システムなど、有機炭水化物の添加でバクテリアの嫌気性の活動（脱窒、および硝化バクテリアのバイオフィルム内で起きる anammox 反応 e.g. ）を活発化させ、浮遊バイオフィルムとして除去する方式とも相性がよい。
大型水槽で、サンゴ飼育が目的となるため、オーバーフロー式の水槽が有利である。日本の雑誌などでは、バクテリアによる硝化の速度を落としプロテインスキマーの効果を最大限発揮するため濾過槽（サンプ）に濾材を入れるべきではない、といった議論がなされるのをみることがある。しかし前述のように速度を落として有意なのは有機物からアンモニアへの分解だけであり、生体が直接排泄するアンモニアも考慮するなら、硝化能力ではなく脱窒能力を基準に水槽の濾過能力を考える、というのが正しい認識であろう。相反することのないモナコ式と優劣を比較するのも意味がない。サンプは海藻リフジウムにする、モナコ脱窒槽やフィルター・フィーダー（ホヤ、カイメンなど）による濾過槽にする、といった利用ができる。ベルリン式という場合、プロテインスキマーだけでなくさまざまな人工的濾過装置・浄化装置が積極的に用いられる水槽を指す傾向がある。特にハードコーラル（造礁性サンゴ）を多数育成できる環境は、カルシウムほかミネラルの濃度、アルカリ度 alkalinity （炭酸塩濃度）と pH を同時に維持する必要があるため、サンゴ砂を炭酸で溶解させるカルシウムリアクターと炭酸ボンベの設置が珍しくない。このカルシウムリアクターは余剰の炭酸で飼育水の水素イオン濃度を上昇させる（pH を下げる）傾向があるため、バッファー剤や水酸化カルシウム飽和水溶液を自動添加する装置を設置する場合もある。殺菌のためプロテインスキマーにオゾナイザーを接続することも行われる。さらに硫黄による硝酸塩の還元を行う装置を設置し脱窒処理のメインとすれば、窒素サイクルの観点からはベルリン式とは言えず、少なくともナチュラルシステムの思想には逆行すると言えるだろう。小型水槽や収容生物のカルシウム代謝量を考慮した水槽、メンテナンスが十分に行われる水槽なら、添加剤をつかってカルシウム濃度とアルカリ度のバランスをたもち、サンゴの育成環境を維持することも可能である。